# Trušnje
Trušnje  (nemško Trixen) je ime za dolino v severozahodnem območju mestne občine Velikovec na  avstrijskem Koroškem  s posebnim zgodovinskim pomenom. Današnja krajevna imena so Zgornje- Srednje in Spodnje Trušnje (nemško  Ober-, Mitter- und Niedertrixen), dolino pa razvodnjuje Trušenjski potok  (nemško Trixenbach).
Trušenjski (Gospodje Trušenjski) (nemško Trixener, Truchsner, Herren von Trixen, Herren von Truchsen) so bili plemiška  ministerialna rodbina iz 12., 13. in 14. stoletja, ki se je imenovala po gradovih in gospostvu Trušnje.

## Zgodovina
Prva omemba Trušenj kot „Truhsna“ datira v leto 822, ko je bila tamkajšnja lastnina prenesena na Samostan Innichen. Po listini – darovnici iz leta 895 je kralj Arnulf Koroški podaril Trušenjsko dolino z dvema gradovoma in gozdovi na planini Djekše svojemu  zvestemu Waltunu. Ta dva gradova sta bila verjetno trdnjava Zgornje in Srednje Trušnje ali morda eden od teh dveh in grad  Waisenberg. 
Z donacijami in zapuščinami Breško Selške grofice  Eme Krške med leti 1042 do 1045 so prišle Trušnje tudi kot grofija Trušnje  („comitatus Truhsinensis“, „comitatus Truhnensis“) v last  Krškega ženskega samostana. Trušenjski gradovi niso izrecno omenjeni, temveč kot neurbani dvori "suburbana curtis" poleg Trušenjskih naselbin "urbs Truhsen", tj. Dvor ob vznožju gradu, s 40 kmetijami (hubami), kot tudi vsi Trušenjski vinogradi.
Leta 1043 je Ema od Salzburškega nadškofa Baldwina pridobila pravico do desetine, pravice krščevanja in pokopa za svoje cerkve   v Trušnjah Sv. Lamberta (na Lambertovem vrhu), Šentjur na Strmcu (Sankt Georgen am Weinberg) in Šmarjeta pri Velikovcu (Sankt Margarethen ob Töllerberg), ki jih je že zgradila ali ustanovila. 
Leta 1072 je salzburški nadškof Gebhard  samostan razpustil in Trušnje vključil v novo ustanovljeno Krško škofijo. 
Drugi krški škof  Bertold iz družine grofov Selških (1090–1106) je  v investiturnem sporu proti volji papeške stranke, za kar je bil označen kot „intrusus“ (vsiljivec), leta 1100 podelil dva trušenjska gradova z gospostvi, leta 1106 pa še trga Breže,  v fevd  Spanheimskim grofom  Engelbertu II. († 1141), kasnejšemu koroškemu vojvodi, katerega je nasledil njegov brat  Bernard, ki se je pogosto imenu "grof Trušenjski". Fevdalna vez je s časom vsebolj izgubljala.  Po nekaterih interpretacijah redkih virov pa naj bi si krški škof Bertold s prodajo te lastnine pravzaprav kupil svoj nadaljnji obstanek kot škof. 
Po smrti grofa Bernarda leta 1147 je velik del njegovih spodnještajerskih posesti in pravic pripadlo štajerskemu mejnemu grofu  Otokarju III., Ob tem glede gospostva Trušnje razmere niso tako jasne. Nekateri potomci viteza Reimberta I Trušenjskega so postali podložni Otokarjem, drugi Krški ali Koroški deželni Ministeriali. 
Nekateri Trušenjski ministeriali so v sporu glede dedovanja   Popa Pegavskega († po 1173) do gospostva in trga  Selče na strani Krških škofov in so izrecno navedeni v popisu škofijskih ministerialov  v dokumentu iz leta 1160.
Krška škofija je ostala lastnik posesti na območju Trušenj, in škof Henrik I. (1167-1174) je celo uspel nazaj odkupiti grad Waisenberg  .

### Trušenjski gospodje
V času Spanheimov sledimo imena Trušenjskih Ministerialov, ki so posedovali trušenjske gradove in bili vedno v spremstvu Spanheimov vsaj od leta 1147.
A: Gerolt in Reginhoh, brata, 1106
•	Druga generacija:
B: Percrat, po letu 1147 ministerial  Otokarja III.;
B: Reimbert/Reginbert I. (1123–1147), včasih imenovan tudi „svobodni“;
C: Kolo I. (1125/30–1181), 1155 "nobilis", štajerski ministerial, nekaj časa Odvetnik Samostan Eberndorf, z bratom Henrikom pred letom 1161 nezakonito pozidal grad, cerkev in trg Dravograd na zemlji  Št. Pavelskega smostana, poravnava škode Št. Pavlu po letu 1177 (skupaj z bratom);
C: Henrik I. (1147–1194), 1155 "nobilis", 1189 priča med  Štajerci (Styrenses) v listini grofa Alberta Bogenskega in Alberta Krškega izdane v Salzburgu verpfändet, oo Matilda, hčerko grofa Konrada I. von Valley-Wittelsbach, vdovo po grofu Siegfriedu II. von Lebenau († 1164)
D: Kolo II. (po 1183–1227), štajerski ministerial, "nobilis miles", "miles"
D: Gotfried II. (po 1185–1218), štajerski ministerial, od 1193 tudi "Grabštajnski", torej tudi koroški ministerial;
E: Elizabeta († pred 1273)
E: Henrik Grabštajnski (1240, z gradu Pernstein)
F: Ulrik Trušenjski (1255–1306 iz Pernsteina), oo NN von Kapellen
G: Gotfried (1306–1324)
G: Hadmar (1307)
F: Kolo
F: Gotfried (1255–1299), oo NN von Zelking(?)
G: Libaun (1306–1333), oo Helka
H: Hartnid Trušenjski (1337)
G: Ludvik (1307)
F: Margareta, oo Filip von Polheim († 1313)
D: Oto I. (od 1183–1237), večinoma imenovan "Dravograjski"
E: Henrik III./IV. (1217–1253), "Trušenjski", "Dravograjski",  Komornik in vodja vojvodskega urada Friderika II. Avstrijskega na Koroškem;
E: Oto II. (1220–1261), "Trušenjski" lastnik gradu Srednje Trušnje; 
F: Gertrud  (ok. 1278),
D: Konrad (1187–1239), 1201 Salzburški kaplan in župnik v Mühldorf am Inn, 1222–1237 opat v Šent Pavlu
D: Albert (1187–1218), "Trušenjski", "Marenberški", oo Gisela
E: Sigfrid Marenberški († 1272), z materjo Giselo leta 1251 ustanovil Dominikanski ženski samostan (Radlje ob Dravi),  dosegel spravo s Šent Pavelskim samostanom v zvezi z gradovoma Marenberg in Spodnje Trušnje, ki so ju protipravno pozidali na samostanskem zemljišču njegovi "progenitores" (predniki) in ju prejel v doživljenjski fevd
C: Gotfried I. (1147, 1151)
C: Reginbert II. (1147, 1151)
D:? Reginbert III. (1193–1208), lastnik Dravograda (kot dediščine po Otu I.)
C: Ortolf I. (1161/1162), tudi "senior Dravograjskih" (Dravograd), štajerski ministerial
B: Volbert I. (od 1123–1147/1173), verjetno leta 1173 služabnik vojvode  Hermana Spanheimskega;
C: Volbert II. Trušenjsko-Liebenberški
B: Wiker (od 1123–1152)
B: Walhun (od 1123–1147)
B: Gerloh (od 1123–1162/1171), 1154/1155 ministerial Krške škofije